# Pomnik Pomordowanych na Kresach
Pomnik Pomordowanych na Kresach (pełna nazwa: Pomnik-mauzoleum pomordowanej ludności polskiej na Kresach Płd.-Wsch. przez OUN i UPA) – pomnik wzniesiony we Wrocławiu przy ul. Andrzeja Frycza-Modrzewskiego. Pomnik ma formę dwóch pylonów, a w prześwicie między nimi wyrzeźbiona jest stylizowana postać ukrzyżowanego Chrystusa. Na dole pylonów znajduje się napis: Jeśli zapomnę o nich, Ty Boże... zapomnij o mnie. 
Na podstawie pomnika znajdują się metalowe herby miast: Lwów, Stanisławów, Łuck i Tarnopol oraz metalowa tablica z napisem: Obywatelom polskim pomordowanym na kresach południowo-wschodnich w latach 1939–1947 przez organizację ukraińskich nacjonalistów OUN – Ukraińską Powstańczą Armię (UPA). Organizacje kresowe i kombatanckie. Wrocław. A.D. 1999. Z boków podstawy znajdują się metalowe tablice z napisami: W kryptach pomnika złożona jest ziemia z mogił z 2000 miejscowości masowych mordów ludności polskiej ziemi: wołyńskiej, tarnopolskiej, lwowskiej, stanisławowskiej, lubelskiej, poleskiej i rzeszowsko-przemyskiej w latach 1939–1947 oraz Pamięci Ukraińców którzy udzielali schronienia Polakom.
Inicjatorem powstania pomnika było Stowarzyszenie Upamiętnienia Ofiar Zbrodni Ukraińskich Nacjonalistów. 25 września 1999 r. kardynał Henryk Gulbinowicz, metropolita wrocławski, odsłonił pomnik ku czci pomordowanych w latach 1939–1947 na kresach południowo-wschodnich przez organizacje ukraińskich nacjonalistów – Ukraińską Armię Powstańczą, NKWD oraz Gestapo. Projekt pomnika wraz z treścią inskrypcji był dwa razy zmieniany ze względu na treść napisu dedykacyjnego. Na tablicy w podstawie pomnika miał się znaleźć napis: „Obywatelom polskim ofiarom zbrodni ludobójstwa na Kresach Południowo-Wschodnich w latach 1939–1947 przez OUN-UPA, NKWD i Gestapo”. W sprawie interweniowała ambasada Ukrainy, Rada Ochrony Pamięci Walk i Męczeństwa oraz szef sejmowej komisji mniejszości narodowych. Ostatecznie usunięto napis „ofiarom zbrodni ludobójstwa” i na to miejsce umieszczono „pomordowanym” oraz usunięto wzmianki o NKWD i Gestapo.